# Championnat du Chili de football 2001
Navigation
Saison précédente Saison suivante
La saison 2001 du Championnat du Chili de football est la soixante-neuvième édition du championnat de première division au Chili. Les seize meilleurs clubs du pays sont regroupés au sein d'une poule unique où ils s'affrontent deux fois au cours de la saison, à domicile et à l'extérieur. À l'issue de la saison, les deux derniers du classement sont relégués et remplacés par les deux meilleurs clubs de Segunda División, la deuxième division chilienne.
C'est le club des Santiago Wanderers qui remporte le championnat cette saison après avoir terminé en tête du classement final, avec six points d'avance sur le CD Universidad Católica et neuf sur le double tenant du titre, le CF Universidad de Chile. C'est le troisième titre de champion du Chili de l'histoire du club, le premier depuis 1968.

## Les clubs participants
| - Colo Colo - CD Universidad Católica - CF Universidad de Chile - Unión San Felipe - Promu de Segunda División - CD Coquimbo Unido - CSD Rangers - Promu de Segunda División - Club de Deportes Cobreloa - Club Deportivo Huachipato | - Club Deportivo O'Higgins - Unión Española - CD Puerto Montt - Audax Italiano - Club Deportivo Palestino - CD Santiago Morning - Club Deportes Concepción - Santiago Wanderers |

## Compétition
Le barème utilisé pour établir le classement est le suivant :
- Victoire : 3 points
- Match nul : 1 point
- Défaite : 0 point

### Première phase
| Rang | Équipe                    | Pts | J  | G  | N  | P  | Bp | Bc | Diff |
| ---- | ------------------------- | --- | -- | -- | -- | -- | -- | -- | ---- |
| 1    | Santiago Wanderers        | 66  | 30 | 20 | 6  | 4  | 65 | 32 | +33  |
| 2    | CD Universidad Católica   | 60  | 30 | 18 | 6  | 6  | 60 | 29 | +31  |
| 3    | CF Universidad de ChileT  | 57  | 30 | 17 | 6  | 7  | 53 | 33 | +20  |
| 4    | Colo Colo                 | 56  | 30 | 16 | 8  | 6  | 63 | 37 | +26  |
| 5    | Club de Deportes Cobreloa | 48  | 30 | 13 | 9  | 8  | 51 | 42 | +9   |
| 6    | Club Deportivo Palestino  | 48  | 30 | 14 | 6  | 10 | 44 | 43 | +1   |
| 7    | Club Deportivo Huachipato | 46  | 30 | 12 | 10 | 8  | 58 | 42 | +16  |
| 8    | Unión San FelipeP         | 40  | 30 | 10 | 10 | 10 | 45 | 39 | +6   |
| 9    | Unión Española            | 37  | 30 | 10 | 7  | 13 | 46 | 63 | -17  |
| 10   | CD Coquimbo Unido         | 35  | 30 | 9  | 8  | 13 | 29 | 39 | -10  |
| 11   | Audax Italiano            | 32  | 30 | 10 | 2  | 18 | 27 | 40 | -13  |
| 12   | Club Deportes Concepción  | 32  | 30 | 8  | 8  | 14 | 35 | 51 | -16  |
| 13   | CSD RangersP              | 30  | 30 | 6  | 12 | 12 | 38 | 46 | -8   |
| 14   | CD Santiago Morning       | 28  | 30 | 7  | 7  | 16 | 47 | 67 | -20  |
| 15   | Club Deportivo O'Higgins  | 25  | 30 | 7  | 4  | 19 | 39 | 64 | -25  |
| 16   | CD Puerto Montt           | 21  | 30 | 4  | 9  | 17 | 31 | 66 | -35  |

|  | Qualification pour la Copa Libertadores 2002      |
|  | Qualification pour le barrage pré-Libertadores    |
|  | Relégation directe en Segunda Division            |
|  | T : Tenant du titre P : Promu de Segunda Division |

#### Barrage pour la Copa Libertadores
Le barrage se joue en matchs aller-retour.
Demi-finales :
| Équipe 1                  | Résultat | Équipe 2                  | Aller | Retour |
| ------------------------- | -------- | ------------------------- | ----- | ------ |
| Club Deportivo Palestino  | 2 - 3    | CF Universidad de Chile   | 1 - 0 | 1 - 3  |
| Club Deportivo Huachipato | 3 - 5    | Club de Deportes Cobreloa | 3 - 2 | 0 - 3  |

Finale :
| Équipe 1                  | Résultat | Équipe 2                | Aller | Retour |
| ------------------------- | -------- | ----------------------- | ----- | ------ |
| Club de Deportes Cobreloa | 6 - 5    | CF Universidad de Chile | 4 - 4 | 2 - 1  |

## Bilan de la saison
| Championnat du Chili de football 2001 |                                           |
| Champion                              | Santiago Wanderers (3e titre)             |
| Coupes et trophées                    |                                           |
| Vainqueur de la Coupe du Chili 2001   | Non disputée                              |
| Qualifications continentales          |                                           |
| Copa Libertadores 2002                | Santiago Wanderers                        |
| Copa Libertadores 2002                | CD Universidad Católica                   |
| Copa Libertadores 2002                | Club de Deportes Cobreloa                 |
| Promotions et relégations             |                                           |
| Promus en Primera División            | Deportes Temuco Club de Deportes Cobresal |
| Relégués en Segunda División          | Club Deportivo O'Higgins CD Puerto Montt  |